# Iglesia de los Santos Reyes (Yátova)
La iglesia de los Santos Reyes es un templo católico situado en la plaza de la Constitución de Yátova (Valencia, España). Data del siglo XVII, época en que se puede datar el campanario. Está catalogada como Bien de Relevancia Local, con identificador número 46.18.261-001.

## Estructura y descripción
Se trata de una construcción de estilo barroco, originaria del siglo XVII y remodelada en el siglo XVIII. Se ubica, al parecer, sobre la antigua mezquita, siendo la torre del campanario vestigio del antiguo minarete. Con todo, el campanario actual se puede datar como iniciado en las primeras décadas del siglo XVII. Está formado por una torre cuadrada de sillarejo adosada a la fachada del templo y compuesta por dos cuerpos, separados por un voladizo.
La fachada presenta un zócalo de piedra a partir del cual el muro está enlucido. Carece de decoración y, así, dirige la atención directamente a la portada, adintelada y con un par de columnas corintias adosadas. Sobre la misma hay un frontón partido que sirve de base a un casalicio superior, que conforma el ático de la portada. En el centro del casalicio se abre una hornacina desprovista de imagen.
Es un templo de planta de cruz latina, con enlosado de piedra —del siglo XVII— y verja en el presbiterio (de casi 1000 kg de peso). Consta de tres naves, siendo la mayor la nave central, que está cubierta con bóveda de cañón. Las dos naves laterales, en cambio, están cubiertas con sendas bóvedas de medio cañón.